# Sam Houston
Sam Houston (Rockbridge megye, 1793. március 2. – Huntsville, 1863. július 26.) katona, politikus, az Amerikai Egyesült Államok Texas államának szenátora. A texasi forradalom egyik vezető alakja; a Texasi Köztársaság első és harmadik elnöke. Ő volt az egyik az Amerikai Egyesült Államok Szenátusának két első texasi politikusa közül. Tennessee állam hatodik és Texas hetedik kormányzója is volt, az egyetlen amerikai, akit az Egyesült Államok két különböző államában is kormányzónak választottak.
Nevét őrzi Houston városa.